# Randale
Randale bezeichnet umgangssprachlich „heftigen und lautstarken Protest, Krawall, Rabatz“ sowie „Ausschreitungen“. Ähnlich wie das Verb randalieren schließt der Begriff sowohl die Aspekte Lärmen, Aufruhr, Unruhe-Stiften oder Unfug-Treiben als auch die Aspekte Belästigung oder Gewalt, insbesondere Schlägereien, Vandalismus etc. mit ein.

## Etymologie und Begriffsgeschichte
Das zugrundeliegende, nicht mehr gebräuchliche Randal stammt aus der Studentensprache und bedeutet (veraltet) so viel wie „Lärm, Gejohle“.
Randale wurde in der zweiten Hälfte des 18. Jahrhunderts aus der Studentensprache, in der es eigentlich ‘Randal treiben’ hieß, entwickelt und bezeichnet den seit längerer Zeit nicht mehr üblichen, gleichfalls studentensprachlich gebrauchten Randal für ‘Lärm, Krach’. In der Gegenwart wurde der Begriff als Randale wieder aufgenommen. Vermutlich entstand die Wortbildung Randal aufgrund einer Kontamination vom mundartlichen (obd., omd.) Rand, Rant ‘Possen, lärmender Spaß, Tumult’, ursprünglich für ‘Lauf, Bewegung, Wendung’, sowie Skandal.
Das von Randal bzw. Randale abgeleitete Verb randalieren bedeutet ‘Lärm machen’, ‘lärmenden Unfug treiben, Krach machen’, ‘grölen’ ‘und dabei andere stark belästigen oder mutwillig Sachen beschädigen, zerstören’.
Meyers Großes Konversations-Lexikon definierte 1908 Randāl dagegen wie folgt:

„Randāl (vielleicht v. ital. randello, »Prügel«), burschikos soviel wie Skandal, Lärm; randalieren, lärmen.“